# Ікер Муньяїн
Ікер Муньяїн (ісп. Iker Muniain, нар. 19 грудня 1992, Памплона) — іспанський футболіст, фланговий півзахисник клубу «Атлетік Більбао».

## Клубна кар'єра
Народився 19 грудня 1992 року в місті Памплона. 2002 року почав грати та тренуватися в клубі «Чантреа». 2005 року перейшов у футбольну школу «Атлетіка» в Лесамі. У школі Ікер пройшов усі категорії від Infantil A до Juvenil A.
2008 року Муньяїн був завялений за «Більбао Атлетік» — резервну команду «Атлетіка», що виступала в Сегунді Б.
Вперше Муньяїн був викликаний в головну команду на матч ліги проти «Валенсії» на Местальї в останній грі сезону, але у результаті залишився на трибунах. Його дебют у першій команді відбувся 30 липня 2009 року в матчі проти «Янг Бойз», ставши у віці 16 років наймолодшим гравцем в історії клубу. Його гол у тому матчі став переможним. Через два місяці Муньяїн забив самий «молодий» гол в історії Прімери, у віці 16 років і 289 днів вразивши ворота «Реала Вальядоліда». 8 березня 2012 року в матчі 1/8 фіналу Ліги Європи УЄФА забив у ворота «Манчестер Юнайтед», матч завершився з рахунком 2:3 на користь команди з Більбао.
Наразі встиг відіграти за клуб з Більбао 166 матчів в національному чемпіонаті.

## Виступи за збірні
2008 року дебютував у складі юнацької збірної Іспанії. Наступного року у складі збірної до 17 років був учасником юнацького чемпіонату світу в Нігерії. На турнірі Іспанія потрапила до групи з США, Малаві та ОАЕ і вийшла без проблем і втрати очок. В підсумку Іспанія на «мундіалі» здобула третє місце, Муньяїн зіграв в усіх матчах, але жодного голу так і не забив. Наступного року брав участь у юнацькому чемпіонаті Європи (U-19) у Франції, де дійшов з командою до фіналу, в якому постипився господарям турніру (1:2). Всього взяв участь у 27 іграх на юнацькому рівні, відзначившись 3 забитими голами.
З 2011 року залучався до складу молодіжної збірної Іспанії, разом з якою ставав переможцем молодіжного чемпіонату Європи 2011 та 2013 років. Всього на молодіжному рівні зіграв у 28 офіційних матчах, забив 7 голів.
2012 року захищав кольори олімпійської збірної Іспанії на Олімпійських іграх 2012 року у Лондоні. Проте іспанці несподівано зайняли останнє місце у групі і без жодного забитого м'яча покинули турнір.
1 березня 2012 року дебютував в офіційних матчах у складі національної збірної Іспанії в товариській зустрічі проти збірної Венесуели, вийшовши на заміну на 75-й хвилині замість Сеска Фабрегаса.
| Дата       | Місто  | Господарі | Результат | Гості     | Турнір           | Голи | Примітки |
| ---------- | ------ | --------- | --------- | --------- | ---------------- | ---- | -------- |
| 29-02-2012 | Малага | Іспанія   | 5 – 0     | Венесуела | товариський матч | -    |          |
| Усього     |        | Матчів    | 1         |           | Голів            | 0    |          |

## Досягнення
«Атлетік» (Більбао)
- Володар Кубка Іспанії: 2023–24[2]
- Володар Суперкубка Іспанії (2): 2015, 2020

Збірні
- Чемпіон Європи (U-21) (2):

Іспанія (U-21) : 2011, 2013